# 휴이, 듀이, 루이

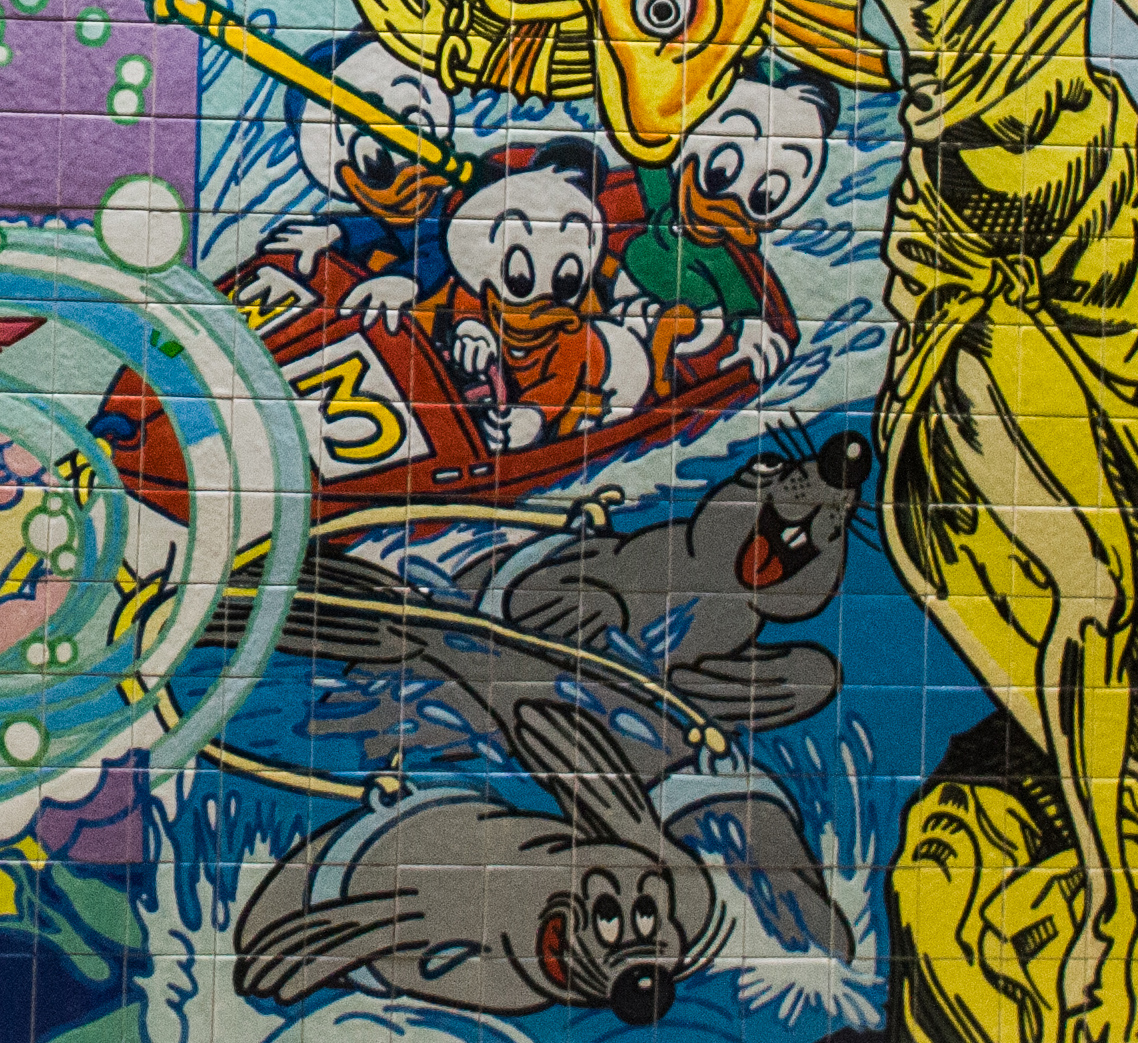

휴이, 듀이, 루이(Huey, Dewey and Louie)는 디즈니 도널드 덕과의 관계가 조카관계가 아닌 부자(아버지와 아들)관계로 등장하며, 모습이나 형태도 완전히 청년 모습으로 등장한다.

## 성우
- 초기는 토니 안셀모. 욕심쟁이 오리아저씨에서는 루시 테일러, 미키의 크리스마스 선물에서는 트레스 맥닐이 연기했다.
- 한국판 더빙에서는 욕심쟁이 오리아저씨에선 임은정이 휴이를, 정경애가 듀이를, 김혜미가 루이를 맡았다. 미키의 크리스마스 선물에서는 차명화가 휴이를 맡았으나,나머지 둘의 성우는 밝혀지지 않았다. 도날드 덕 가족의 모험에서는 김명준이 휴이를, 정재헌이 듀이를, 최승훈이 루이를 연기하고 있다.

## 에피소드
- 디즈니 코믹스판에서 아버지의 안락의자 아래에 폭죽을 설치해서 아버지를 병원에 보냈다고 한다. 이것 때문에 셋의 엄마이자 도널드의 쌍둥이 누이인 델라(Della)가 남편을 보느라 셋을 돌볼 여유가 없어져서 보내진 것이다.따라서 셋은 도널드에게 맡겨지게 된다.

## 출연
- 디즈니 만화동산의 코너 중 하나인 '오리아저씨'<The Ducktales>에서는 스크루지 맥덕과 함께 주역을 담당한다.
- 하우스 오브 마우스에서는 '꽥스트리트 보이즈'로 등장하는데, 이때는 청소년기에 접어들었는지 더욱 자아의식이 강해져 서로 싸우는 일이 많다.
- 쾍 팩에서도 새로 등장하는데 모습과 형태가 다른 모습으로 등장하며 도널드 덕과의 관계도 조카가 아닌 부자 관계로 등장하며 단지, 한국에서만 방영되지 않았다.

## 기타
사일런트 뫼비우스의 레비아 매버릭이 만든 스피너, 단말로봇, AI컴퓨터의 명칭도 여기서 따왔다.

## 같이 보기
- 도널드 덕